# Glyphiulus mediator
Glyphiulus mediator är en mångfotingart som beskrevs av Carl Graf Attems 1938. Glyphiulus mediator ingår i släktet Glyphiulus och familjen Glyphiulidae. Inga underarter finns listade i Catalogue of Life.